# Annie Jones
Annie Jones (ur. 14 lipca 1865 w Marion w stanie Wirginia, zm. w październiku 1902 w Nowym Jorku) – amerykańska artystka cyrkowa, występująca w roli kobiety z brodą.

## Życiorys
Chora na hirsutyzm dziewczynka po raz pierwszy została zaprezentowana widowni cyrkowej w Nowym Jorku, kiedy miała zaledwie rok. Za jej „wypożyczenie” do cyrku rodzice otrzymywali od właściciela cyrku Barnum 150 dolarów tygodniowo. Kiedy ukończyła pięć lat posiadała pokaźne wąsy i bokobrody, występując na scenie jako „brodata dziewczynka”. Używała też pseudonimu Esau Girl, nawiązującego do biblijnej postaci Ezawa. Wtedy też została pierwszy raz uwieczniona na zdjęciu wykonanym przez Mathew Brady’ego. Kolejne portrety Annie sprzedawano w formie pocztówek i cieszyły się znaczną popularnością.
Już jako dorosła kobieta, Annie Jones występowała w zespole „freaków”, związanych z cyrkiem Barnuma, grając także na instrumentach muzycznych. Wraz z zespołem wystąpiła w Rosji. W 1902 odwiedziła matkę, mieszkającą w Nowym Jorku. Wcześniej chorowała na gruźlicę, ale w październiku jej stan zdrowia gwałtownie się pogorszył i doprowadził do śmierci.
Dwukrotnie wychodziła za mąż. W 1881 poślubiła Richarda Elliota, z którym rozwiodła się w 1895 i poślubiła Williama Donovana, z którym żyła aż do jego śmierci.